# Svortland
Svortland este o localitate din comuna Bømlo, provincia Hordaland, Norvegia, cu o suprafață de 2,36 km² și o populație de 2.485 locuitori (2013).